# Археолошки музеј у Драчу
Археолошки музеј у Драчу (алб. Muzeu Arkeologjik i Durrësit) основан је 13. марта 1951. године и највећи је археолошки музеј у Албанији. Зграда музеја је смештена близу обалског шеталишта, а на северу су остаци византијских бедема из 6. века, изграђени после инвазије Визигота 481. године.

## Историја
Први археолошки музеј у Драчу отворен је за јавност 13. марта 1951. године на локацији у близини обале захваљујући напорима албанског археолога Вангјела Тоеија. Тада је са обе стране зграде био постављен пронаос са разним елементима из античке и средњовековне архитектуре. Обалско шеталиште, окренуто према музеју, претвара се у археолошки парк 1973. године. Током кризе у Албанији 1997. године музеј је озбиљно оштећен и опљачкан. После обнове поново је отворен 13. априла 2002.

## Реконструкција и нове поставке
Од 2010. музеј пролази кроз темељну реконструкцију. Стална поставка музеја се проширује на остале спратове, где ће на другом бити изложени предмети из средњег века, а на трећем предмети везани за исламску уметност.
Министарство за туризам, културу, омладину и спорт отворило је фонд за помоћ музеју у прикупљању средстава за нову истраживачку групу, сопствено научно особље, лабораторијско и административно тело. Током обнове установљени су проблеми штетног утицаја соли, влаге и временских прилика на сам објекат, с обзиром да се музеј налази у близини мора.
Обновљену зграду музеја је званично отворио албански премијер Еди Рама 20. марта 2015.

## Kолекцијe у музеју
Највећи део поставке музеја чини 3204 артефакта који су пронађени близу античког налазишта Диракијум (Dyrrhachium) и обимну колекцију из праисторијског, старогрчког, хеленистичког, римског и византијског периода. Предмети на којима је стављен посебан акценат су погребне римске стеле и камени саркофази, антички новац из античког рудника, као и колекција минијатурних статуа грчке богиње љубави Афродите из времена кад је Драч био један од центара култа богиње. Целокупна изложба осликава најбогатије културно благо града од праисторије до поствизантијског периода.

## Информације за посетиоце
Музеј је отворен од 9:00 до 15:00 сваког дана у недељи, осим понедељка. Дисплеји са информацијама су на албанском и енглеском језику.